# Nacer
Pour les articles homonymes, voir Nacer (homonymie).
Nacer ou Nacir (en arabe : ناصر) est un prénom arabe masculin, qui signifie vainqueur.